# 吉原神社
吉原神社（よしわらじんじゃ）は、東京都台東区千束三丁目20番2号に鎮座する神社。
かつての新吉原遊廓を守護していた氏神様であり、計6柱の神さま（神社）をお祀りしている。

## 歴史
かつて吉原遊廓には入口と四隅に稲荷社が祀られ遊廓を守護していたが、1881年（明治14年）にその五つの稲荷神社を合祀して誕生した。また吉原遊廓は千束稲荷神社（台東区竜泉二丁目19番3号）の氏子区域内でもあったが、明治14年の吉原神社誕生にあたり、千束稲荷は吉原との氏子関係を解消した。
当初は遊廓入口の旧吉徳稲荷社境内に祀られていたが、1934年（昭和9年）に現在地に移転した。
境内には、俳人久保田万太郎の句碑がある。

## 御祭神
- 九郎助稲荷（縁結び・五穀豊穣・所願成就）
- 吉徳稲荷（家内安全・商売繁盛・五穀豊穣）
- 榎本稲荷（家内安全・商売繁盛・五穀豊穣）
- 明石稲荷（火災除け・町内安全）
- 開運稲荷（開運・幸運・幸福を招く）
- 吉原弁財天（開運・財運・歌舞音曲芸能上達・弁舌）

## 境内末社・お穴さま
当社の境内末社として「お穴さま」がお祀りされている。地中の神様で神社の土地をお守りしている。
必ず福が得られると古くより伝えられている。

## 境外末社・吉原弁財天

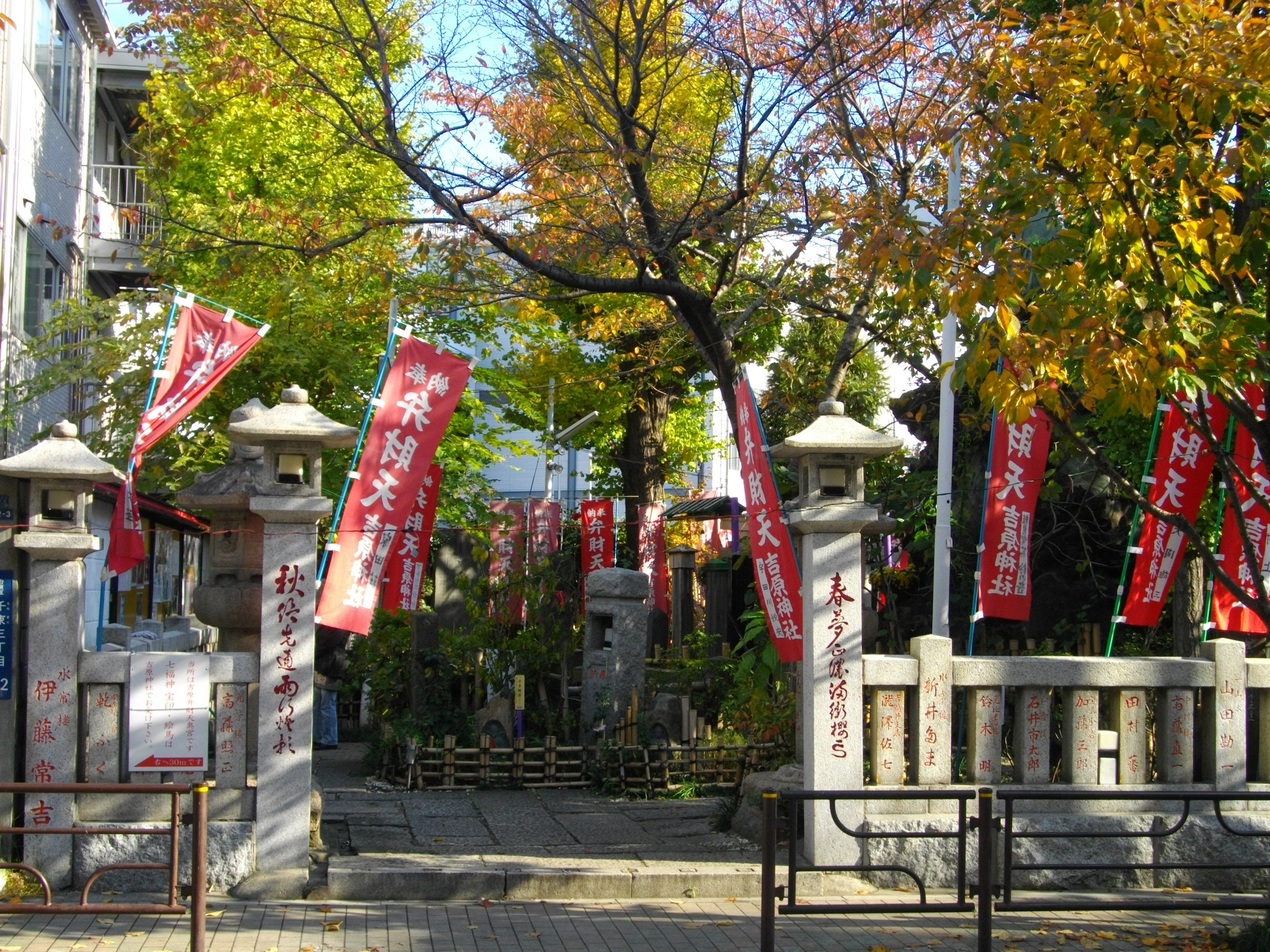
吉原弁財天

当社の境外末社として、台東区千束3-22の飛地境内地に吉原弁財天（よしわらべんざいてん）がある。明治期に創建された神社で吉原神社御本社には1935年（昭和10年）に合祀された。
境内には、1957年（昭和32年）の売春防止法の施行で幕を閉じた吉原遊廓の歴史を永く伝えるため、1960年（昭和35年）に建立された「花吉原名残碑」という石碑がある。

## 交通アクセス
- 東京メトロ日比谷線三ノ輪駅より徒歩12分（経路案内）。
- 東京メトロ日比谷線入谷駅より徒歩12分（経路案内）。
- 首都圏新都市鉄道つくばエクスプレス浅草駅より徒歩12分（経路案内）。
- 東京メトロ銀座線浅草駅より徒歩20分（経路案内）。